# Kóči

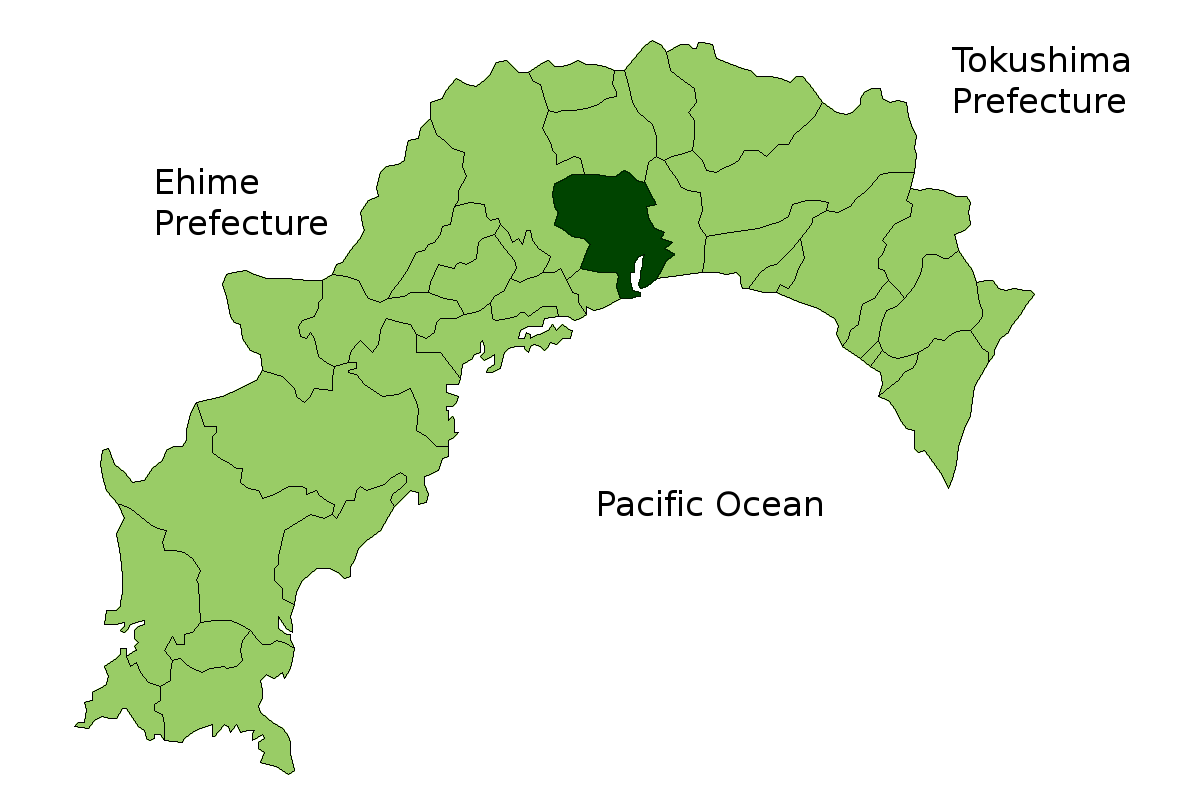
Město Kóči na mapě prefektury Kóči

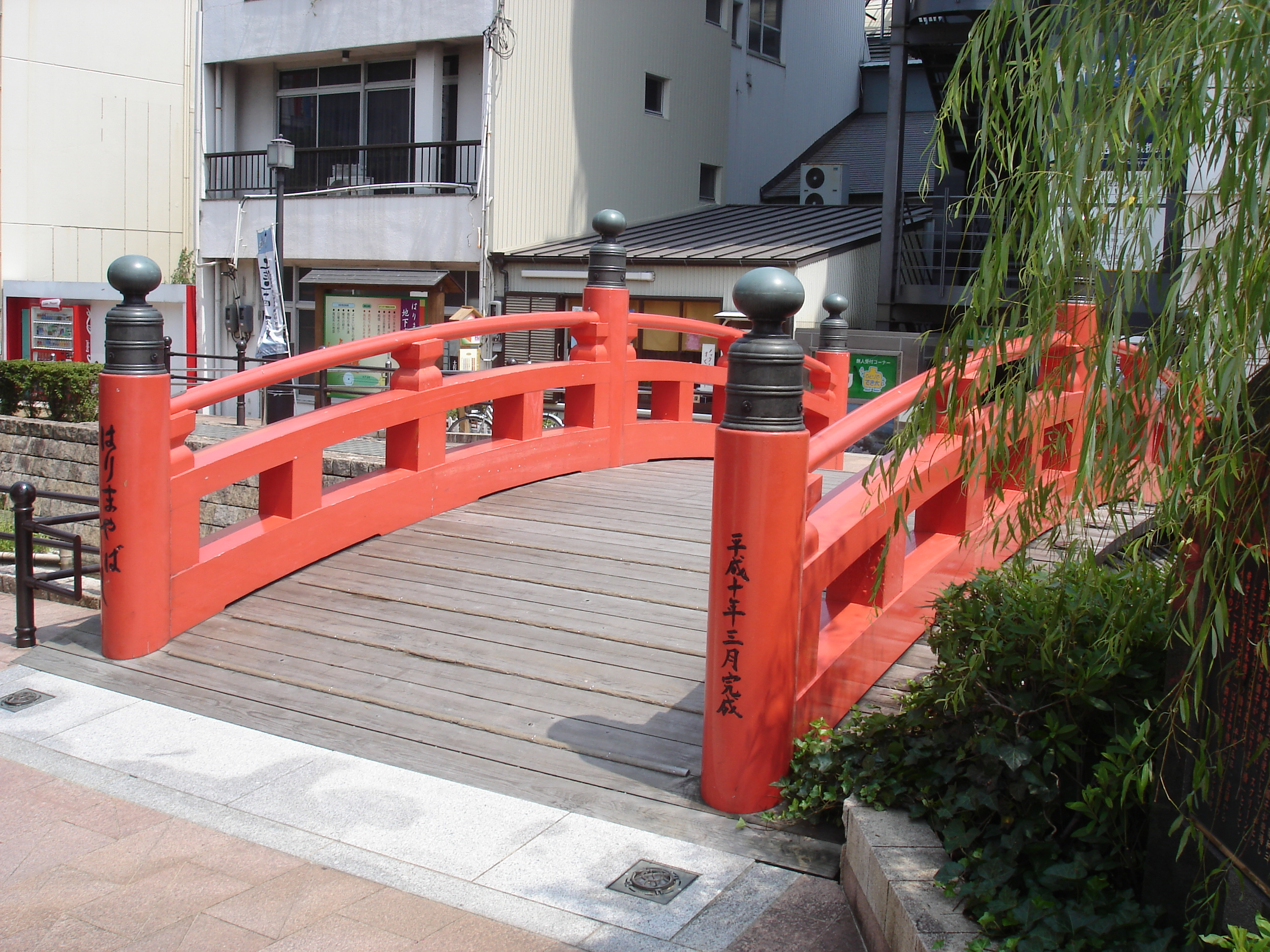
Most Harimaja-baši

Kóči (japonsky: 高知市; Kóči-ši) je hlavní město prefektury Kóči na ostrově Šikoku v Japonsku.
K 31. srpnu 2007 mělo město 326 926 obyvatel a celková rozloha města činila 264,28 km²;.
Kóči oficiálně získalo status města 1. dubna 1889. Ale hradní město existovalo kolem sídla pánů provincie Tosa už od roku 1603. Místní hrad Kóči-džó (高知城) je jednou z hlavních turistických atrakcí. K dalším zajímavým místům patří Muzeum Anpanman, nákupní pasáž Obijamači (帯屋町), ulice Nedělního trhu a Harimaja-baši (はりまや橋), most, na kterém se setkávali buddhistický mnich a jeho milenka ve slavné japonské písni.
Nejznámějším festivalem v Kóči je srpnový Josakoi (よさこい). Skupiny tanečníků tancují za doprovodu tradičních i moderních písní na různých místech města Kóči. Celkový počet tanečníků jde do tisíců.

## Partnerská města
- Fresno, Spojené státy americké (1965)
- Wu-chu, Čína (1985)
- Kitami, Japonsko (1986)
- Surabaja, Indonésie (1997)
- Cotia, Brazílie
- Kuching, Malajsie